# Nahiem Alleyne
Nahiem Alleyne (Lawrenceville (Georgia); 23 de julio de 2001) es un baloncestista estadounidense que pertenece a la plantilla del AEK BC de la A1 Ethniki griega. Con 1,93 metros de estatura, juega en la posición de escolta.

## Trayectoria deportiva
Alleyne creció en Lawrenceville, Georgia y asistió a South Gwinnett High School. Después de su paso por South Gwinnett, Alleyne asistió a Mountain View High School en Lawrenceville, Georgia.

### Carrera universitaria
Alleyne comenzó su carrera universitaria en el baloncesto con los Virginia Tech Hokies en el que disputó tres temporadas la NCAA desde 2019 a 2022.
En 2022, fue transferido a la Universidad de Connecticut con el que disputó durante una temporada la NCAA con los UConn Huskies.
Tras ganar el campeonato de la NCAA, Alleyne fue transferido de nuevo, esta vez a la Universidad St. John's, situada en Queens, Nueva York, donde jugaría durante su última temporada universitaria con los St. John's Red Storm, bajo la dirección de Rick Pitino, en la qu promedió 6.5 puntos y 1.7 rebotes por partido.

### Profesional
El 31 de julio de 2024, tras no ser seleccionado en el Draft de la NBA de 2024, Alleyne se unió al AEK BC para disputar la A1 Ethniki griega y la Basketball Champions League.
El 22 de noviembre de 2024, Alleyne renovó su contrato con el AEK BC y posteriormente fue cedido al Trefl Sopot de la Liga Polaca de Baloncesto (PLK) por el resto de la temporada.